# 아시아정원겨울잠쥐
아시아정원겨울잠쥐(Eliomys melanurus)는 겨울잠쥐과에 속하는 설치류의 일종이다. 알제리와 이집트, 이라크, 이스라엘, 요르단, 레바논, 리비아, 모로코, 사우디 아라비아, 시리아, 튀니지 그리고 터키에서 발견된다. 자연 서식지는 온대 기후 숲과 아열대 또는 열대 기후 지역의 건조 관목 지대, 지중해성 관목 식생 지대, 암반 지역과 정원 등이다. 아틀라스 산맥의 해발 3800m 이하의 저고도 지역에서 발견된다. 연중 활동적이지만 무더운 날씨가 되면 동면 상태에 빠질 수도 있다. 먹이는 주로 곤충과 달팽이, 순각류(지네류), 도마뱀붙이류로 이루어져 있지만, 잡식성 동물의 일종으로 식물을 먹기도 한다.